# Acanthochondria elongata
Acanthochondria elongata – gatunek widłonoga z rodziny Chondracanthidae. Opisał go w 1898 roku brytyjski lekarz i zoolog Percy William Bassett-Smith, nadając mu nazwę Chondracanthus elongatus.